# Oxacis sericea
Oxacis sericea es una especie de coleóptero de la familia Oedemeridae.
Mide 5 a 8 mm.

## Distribución geográfica
Habita en Estados Unidos desde California y Texas a Oregón.